# 瑪蕾特·巴爾凱施泰因-格魯圖斯
瑪蕾特·巴爾凱施泰因-格魯圖斯（荷蘭語：Maret Balkestein-Grothues，1988年9月16日—），荷蘭女子排球運動員，司職主攻手。現效力於土耳其球隊艾登都會女排俱樂部。
她是荷蘭國家女子排球隊的隊長。她代表荷蘭在巴西出戰2016年奧林匹克運動會奪得第四名，是荷蘭在奧運女子排球史上最佳成績。